# Pallanuoto ai campionati mondiali di nuoto 2019 - Torneo femminile
La XIII edizione del campionato mondiale di pallanuoto femminile si è svolta nell'ambito Campionati mondiali di nuoto 2019 a Gwangju, in Corea del Sud, dal 14 al 26 luglio. La vittoria finale è andata per la sesta volta agli Stati Uniti.
Hanno partecipato alla rassegna sedici squadre, in rappresentanza di tutte e cinque le confederazioni continentali aderenti alla FINA.

## Squadre partecipanti
Africa
- Sudafrica

Americhe
- Canada
- Cuba
- Stati Uniti

Asia
- Cina
- Giappone
- Kazakistan
- Corea del Sud

Europa
- Grecia
- Italia
- Paesi Bassi
- Russia
- Spagna
- Ungheria

Oceania
- Australia
- Nuova Zelanda

## Convocazioni
- Convocazioni

## Turno preliminare

### Gruppo A
| Pos. | Squadra       | Pt | G | V | N | P | GF | GS | DR  |
| ---- | ------------- | -- | - | - | - | - | -- | -- | --- |
| 1.   | Stati Uniti   | 6  | 3 | 3 | 0 | 0 | 60 | 13 | +47 |
| 2.   | Paesi Bassi   | 4  | 3 | 2 | 0 | 1 | 57 | 18 | +39 |
| 3.   | Nuova Zelanda | 2  | 3 | 1 | 0 | 2 | 26 | 41 | -15 |
| 4.   | Sudafrica     | 0  | 3 | 0 | 0 | 3 | 5  | 76 | -71 |

| Data      | Ora   | Gara          | Gara | Gara          |
| --------- | ----- | ------------- | ---- | ------------- |
| 14 luglio | 08:30 | Sudafrica     | 0-33 | Paesi Bassi   |
| 14 luglio | 09:50 | Nuova Zelanda | 3-22 | Stati Uniti   |
| 16 luglio | 18:50 | Stati Uniti   | 12-9 | Paesi Bassi   |
| 16 luglio | 21:30 | Sudafrica     | 4-17 | Nuova Zelanda |
| 18 luglio | 13:30 | Sudafrica     | 1-26 | Stati Uniti   |
| 18 luglio | 17:30 | Nuova Zelanda | 6-15 | Paesi Bassi   |

### Gruppo B
| Pos. | Squadra       | Pt | G | V | N | P | GF | GS  | DR   |
| ---- | ------------- | -- | - | - | - | - | -- | --- | ---- |
| 1.   | Russia        | 6  | 3 | 3 | 0 | 0 | 65 | 23  | +42  |
| 2.   | Ungheria      | 4  | 3 | 2 | 0 | 1 | 91 | 31  | +60  |
| 3.   | Canada        | 2  | 3 | 1 | 0 | 2 | 46 | 35  | +11  |
| 4.   | Corea del Sud | 0  | 3 | 0 | 0 | 3 | 3  | 116 | -113 |

| Data      | Ora   | Gara          | Gara  | Gara          |
| --------- | ----- | ------------- | ----- | ------------- |
| 14 luglio | 11:10 | Canada        | 10-18 | Russia        |
| 14 luglio | 12:30 | Ungheria      | 64-0  | Corea del Sud |
| 16 luglio | 08:30 | Corea del Sud | 1-30  | Russia        |
| 16 luglio | 09:50 | Canada        | 14-15 | Ungheria      |
| 18 luglio | 19:10 | Canada        | 22-2  | Corea del Sud |
| 18 luglio | 20:30 | Ungheria      | 12-17 | Russia        |

### Gruppo C
| Pos. | Squadra    | Pt | G | V | N | P | GF | GS | DR  |
| ---- | ---------- | -- | - | - | - | - | -- | -- | --- |
| 1.   | Spagna     | 6  | 3 | 3 | 0 | 0 | 51 | 16 | +35 |
| 2.   | Grecia     | 4  | 3 | 2 | 0 | 1 | 37 | 25 | +12 |
| 3.   | Kazakistan | 2  | 3 | 1 | 0 | 2 | 22 | 37 | -15 |
| 4.   | Cuba       | 0  | 3 | 0 | 0 | 3 | 16 | 48 | -32 |

| Data      | Ora   | Gara   | Gara | Gara       |
| --------- | ----- | ------ | ---- | ---------- |
| 14 luglio | 16:30 | Cuba   | 6-9  | Kazakistan |
| 14 luglio | 17:50 | Grecia | 4-14 | Spagna     |
| 16 luglio | 11:10 | Spagna | 18-6 | Kazakistan |
| 16 luglio | 12:30 | Cuba   | 4-20 | Grecia     |
| 18 luglio | 08:30 | Cuba   | 6-19 | Spagna     |
| 18 luglio | 09:50 | Grecia | 13-7 | Kazakistan |

### Gruppo D
| Pos. | Squadra   | Pt | G | V | N | P | GF | GS | DR  |
| ---- | --------- | -- | - | - | - | - | -- | -- | --- |
| 1.   | Italia    | 6  | 3 | 3 | 0 | 0 | 33 | 22 | +11 |
| 2.   | Australia | 4  | 3 | 2 | 0 | 1 | 32 | 29 | +3  |
| 3.   | Cina      | 2  | 3 | 1 | 0 | 2 | 26 | 34 | -8  |
| 4.   | Giappone  | 0  | 3 | 0 | 0 | 3 | 20 | 26 | -6  |

| Data      | Ora   | Gara      | Gara  | Gara      |
| --------- | ----- | --------- | ----- | --------- |
| 14 luglio | 19:10 | Giappone  | 6-8   | Cina      |
| 14 luglio | 20:30 | Italia    | 10-9  | Australia |
| 16 luglio | 16:30 | Australia | 14-12 | Cina      |
| 16 luglio | 17:50 | Giappone  | 7-9   | Italia    |
| 18 luglio | 11:10 | Giappone  | 7-9   | Australia |
| 18 luglio | 12:30 | Italia    | 14-6  | Cina      |

## Fase finale

### Tabellone
| Play-off | Play-off      | Play-off |  |  | Quarti di finale | Quarti di finale | Quarti di finale |  |  | Semifinali | Semifinali  | Semifinali |  |             | Finale      | Finale      | Finale |
|          |               |          |  |  |                  |                  |                  |  |  |            |             |            |  |             |             |             |        |
|          |               |          |  |  |                  |                  |                  |  |  |            |             |            |  |             |             |             |        |
|          |               |          |  |  | 1A               | Stati Uniti      | 15               |  |  |            |             |            |  |             |             |             |        |
| 2C       | Grecia        | 12       |  |  |                  | Grecia           | 5                |  |  |            |             |            |  |             |             |             |        |
| 3D       | Cina          | 8        |  |  |                  |                  |                  |  |  |            | Stati Uniti | 7          |  |             |             |             |        |
|          |               |          |  |  |                  |                  |                  |  |  |            | Australia   | 2          |  |             |             |             |        |
|          |               |          |  |  | 1B               | Russia           | 7                |  |  |            |             |            |  |             |             |             |        |
| 3C       | Kazakistan    | 3        |  |  |                  | Australia        | 9                |  |  |            |             |            |  |             |             |             |        |
| 2D       | Australia     | 13       |  |  |                  |                  |                  |  |  |            |             |            |  |             |             | Stati Uniti | 11     |
|          |               |          |  |  |                  |                  |                  |  |  |            |             |            |  |             |             | Spagna      | 6      |
|          |               |          |  |  | 1C               | Spagna           | 12               |  |  |            |             |            |  |             |             |             |        |
| 2A       | Paesi Bassi   | 5        |  |  |                  | Paesi Bassi      | 8                |  |  |            |             |            |  |             |             |             |        |
| 3B       | Canada        | 4        |  |  |                  |                  |                  |  |  |            | Spagna      | 16         |  |             |             |             |        |
|          |               |          |  |  |                  |                  |                  |  |  |            | Ungheria    | 10         |  |             |             |             |        |
|          |               |          |  |  | 1D               | Italia           | 6                |  |  |            |             |            |  | Terzo posto | Terzo posto | Terzo posto |        |
| 3A       | Nuova Zelanda | 6        |  |  |                  | Ungheria         | 7                |  |  |            |             |            |  |             |             | Australia   | 10     |
| 2B       | Ungheria      | 17       |  |  |                  |                  |                  |  |  |            |             |            |  |             |             | Ungheria    | 9      |

#### Play off
| Arbitri: | Ohme Ivanovski |

|          |           |          |
| Megens 2 | Marcatori | 2 Wright |

| Arbitri: | Florestano Menendez |

|                      |           |              |
| McDowall, Houghton 2 | Marcatori | 4 Keszthelyi |

| Arbitri: | Peris Willis |

|             |           |        |
| Plevritou 3 | Marcatori | 4 Zhao |

| Arbitri: | Putnikovic Deslieres |

|               |           |            |
| Myrzabekova 2 | Marcatori | 4 Halligan |

#### Quarti di finale
| Arbitri: | Varkonyi Teixido |

|             |           |                         |
| Musselman 4 | Marcatori | 2 Eleftheriadou, Xenaki |

| Arbitri: | Severo Alexandrescu |

|            |           |           |
| Karimova 2 | Marcatori | 3 Webster |

| Arbitri: | Deslieres Peris |

|                    |           |                 |
| A. Espar, García 4 | Marcatori | 3 van der Sloot |

| Arbitri: | Margeta Putnikovic |

|                |           |                       |
| 6 giocatrici 1 | Marcatori | 2 Gurisatti, Leimeter |

#### Semifinali
| Arbitri: | Peris Alexandrescu |

|                |           |                     |
| 3 giocatrici 2 | Marcatori | 1 Halligan, Webster |

| Arbitri: | Stavridis Margeta |

|                  |           |            |
| Tarragó, Forca 4 | Marcatori | 4 Leimeter |

#### Finale 3º/4º posto
| Arbitri: | Deslieres Teixidó |

|            |           |              |
| Arancini 3 | Marcatori | 3 Keszthelyi |

#### Finale
| Arbitri: | Zwart Peris |

|           |           |           |
| Neushul 3 | Marcatori | 3 Tarragó |

### Tabellone 5º- 8º posto
|  | 5º- 8º posto | 5º- 8º posto | 5º- 8º posto |        |        | 5º posto    | 5º posto    | 5º posto |  |
|  |              |              |              |        |        |             |             |          |  |
|  | Grecia       | Grecia       | 4            |        |        |             |             |          |  |
|  | Grecia       | Grecia       | 4            |        |        |             |             |          |  |
|  | Russia       | Russia       | 13           |        |        |             |             |          |  |
|  | Russia       | Russia       | 13           |        | Russia | Russia      | 10          |          |  |
|  |              |              |              |        | Russia | Russia      | 10          |          |  |
|  |              |              | Italia       | Italia | 9      |             |             |          |  |
|  | Paesi Bassi  | Paesi Bassi  | Italia       | Italia | 9      | 5           |             |          |  |
|  | Paesi Bassi  | Paesi Bassi  |              |        |        | 5           |             |          |  |
|  | Italia       | Italia       | 10           |        |        | 7º posto    | 7º posto    | 7º posto |  |
|  | Italia       | Italia       | 10           |        |        |             |             |          |  |
|  |              |              |              |        |        |             |             |          |  |
|  |              |              |              |        |        | Grecia      | Grecia      | 9        |  |
|  |              |              |              |        |        | Grecia      | Grecia      | 9        |  |
|  |              |              |              |        |        | Paesi Bassi | Paesi Bassi | 11       |  |

### Tabellone 9º- 12º posto
|  | 9º- 12º posto     | 9º- 12º posto     | 9º- 12º posto |            |        | 9º posto      | 9º posto      | 9º posto  |  |
|  |                   |                   |               |            |        |               |               |           |  |
|  | Canada (rig.)     | Canada (rig.)     | 10 (7)        |            |        |               |               |           |  |
|  | Canada (rig.)     | Canada (rig.)     | 10 (7)        |            |        |               |               |           |  |
|  | Cina              | Cina              | 10 (6)        |            |        |               |               |           |  |
|  | Cina              | Cina              | 10 (6)        |            | Canada | Canada        | 24            |           |  |
|  |                   |                   |               |            | Canada | Canada        | 24            |           |  |
|  |                   |                   | Kazakistan    | Kazakistan | 7      |               |               |           |  |
|  | Nuova Zelanda     | Nuova Zelanda     | Kazakistan    | Kazakistan | 7      | 10 (2)        |               |           |  |
|  | Nuova Zelanda     | Nuova Zelanda     |               |            |        | 10 (2)        |               |           |  |
|  | Kazakistan (rig.) | Kazakistan (rig.) | 10 (4)        |            |        | 11º posto     | 11º posto     | 11º posto |  |
|  | Kazakistan (rig.) | Kazakistan (rig.) | 10 (4)        |            |        |               |               |           |  |
|  |                   |                   |               |            |        |               |               |           |  |
|  |                   |                   |               |            |        | Cina          | Cina          | 14        |  |
|  |                   |                   |               |            |        | Cina          | Cina          | 14        |  |
|  |                   |                   |               |            |        | Nuova Zelanda | Nuova Zelanda | 12        |  |

### Tabellone 13º- 16º posto
|  | 13º- 16º posto | 13º- 16º posto | 13º- 16º posto |          |           | 13º posto     | 13º posto     | 13º posto |  |
|  |                |                |                |          |           |               |               |           |  |
|  | Sudafrica      | Sudafrica      | 26             |          |           |               |               |           |  |
|  | Sudafrica      | Sudafrica      | 26             |          |           |               |               |           |  |
|  | Corea del Sud  | Corea del Sud  | 3              |          |           |               |               |           |  |
|  | Corea del Sud  | Corea del Sud  | 3              |          | Sudafrica | Sudafrica     | 2             |           |  |
|  |                |                |                |          | Sudafrica | Sudafrica     | 2             |           |  |
|  |                |                | Giappone       | Giappone | 21        |               |               |           |  |
|  | Cuba           | Cuba           | Giappone       | Giappone | 21        | 9             |               |           |  |
|  | Cuba           | Cuba           |                |          |           | 9             |               |           |  |
|  | Giappone       | Giappone       | 21             |          |           | 15º posto     | 15º posto     | 15º posto |  |
|  | Giappone       | Giappone       | 21             |          |           |               |               |           |  |
|  |                |                |                |          |           |               |               |           |  |
|  |                |                |                |          |           | Corea del Sud | Corea del Sud | 0         |  |
|  |                |                |                |          |           | Corea del Sud | Corea del Sud | 0         |  |
|  |                |                |                |          |           | Cuba          | Cuba          | 30        |  |

## Classifica finale
| Pos.    | Squadra       |
| ------- | ------------- |
| Oro     | Stati Uniti   |
| Argento | Spagna        |
| Bronzo  | Australia     |
| 4       | Ungheria      |
| 5       | Russia        |
| 6       | Italia        |
| 7       | Paesi Bassi   |
| 8       | Grecia        |
| 9       | Canada        |
| 10      | Kazakistan    |
| 11      | Cina          |
| 12      | Nuova Zelanda |
| 13      | Giappone      |
| 14      | Sudafrica     |
| 15      | Cuba          |
| 16      | Corea del Sud |

## Riconoscimenti
- Miglior giocatrice:  Roser Tarragó
- Miglior realizzatrice:  Rita Keszthelyi
- Miglior portiere:  Laura Ester
- Formazione ideale: